# Masghuna
Masghuna (arabisch مزغونة, DMG Mazġūna; auch Mazghuna) ist ein moderner Ort in Ägypten und südlich von Dahschur etwa 30 km südlich von Kairo gelegen.

## Archäologische Bedeutung

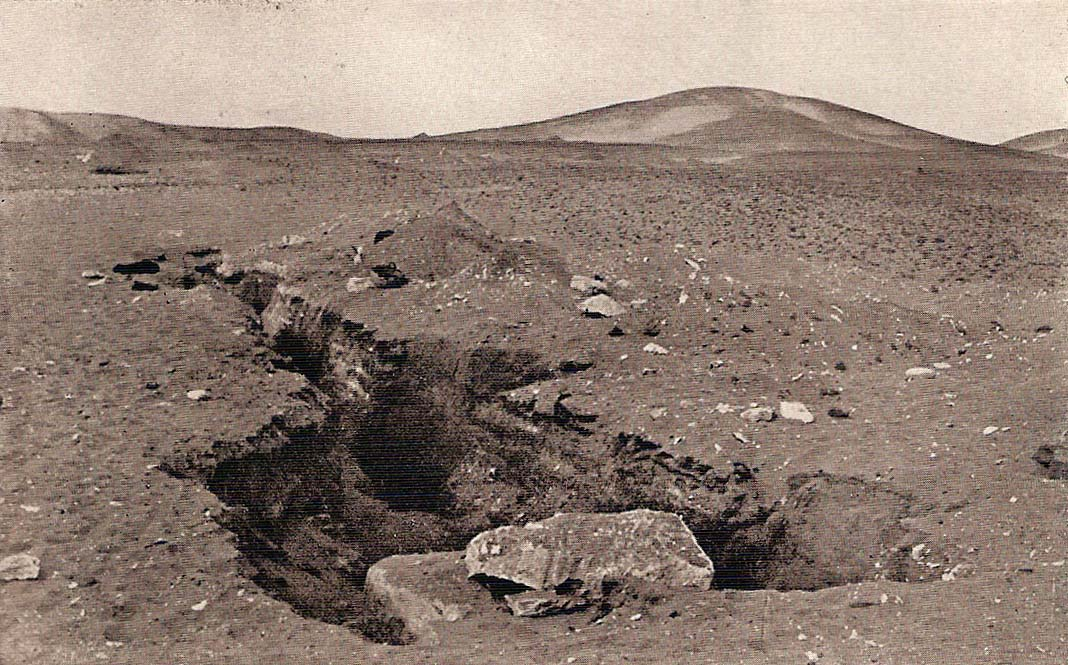
Überreste der südlichen Pyramide von Masghuna

Hier grub der britische Archäologe Ernest Mackay 1910 zwei Pyramiden aus. Die beiden Bauwerke, die jeweils noch in ihren Anfangsbauphasen steckten und demnach nie fertiggestellt worden sind, datieren wohl in die 13. Dynastie (Zweite Zwischenzeit).
Die südliche Pyramide von Masghuna wird meist Amenemhet IV. zugeschrieben, während die nördliche Pyramide von Masghuna seiner Schwester Nofrusobek zugeordnet wird. Beide Identifikationen sind noch nicht mit Funden belegt.